# Примитивные воробьиные
Примитивные воробьи́ные (лат. Menurae) — более не выделяемый подотряд воробьинообразных птиц, в который включали только 4 вида. Распространены в Австралии. Общей характеристикой группы является сложно устроенная гортань с несколькими парами хорошо развитых голосовых мышц.

## Обитание
Эндемики Австралии. Населяют прибрежные леса и кустарниковые заросли юго-восточного и юго-западного частей континента.

## Питание
Основным видом питания примитивных воробьиных являются мелкие позвоночные животные, иногда могут употреблять семена.

## Классификация
В качестве членов подотряда рассматривались следующие таксоны:
- Кустарниковые птицы, или атрихии
  - Крикливая кустарниковая птица, или крикливая атрихия
  - Рыжая атрихия, или рыжая кустарниковая птица
- Лирохвосты
  - Малая птица-лира, или альбертов северный лирохвост
  - Большая птица-лира
  - † Menura tyawanoides

## Состояние
Численность обоих видов одного из родов, кустарниковых птиц, находится в угрожаемом состоянии, они занесены в Красную книгу.